# 勞勃·史溫凱
勞勃·史溫凱（德語：Robert Schwentke，德語：[ˈʃvɛŋkə]，1968年2月15日—）是一名德國男導演和編劇，主要在美國電影界工作，知名於《時空旅人之妻》（2009年）、《超危險特工》（2010年）、《分歧者2：叛亂者》（2015年）及《分歧者3：赤誠者》（2016年）。

## 早期生活
勞勃·史溫凱出生於斯图加特。8至9歲時，史溫凱在父母住所的地下室接觸到祖父的超8攝影機，激發了對電影的興趣。1992年畢業於好萊塢哥倫比亞大學洛杉磯分校的電影學院。

## 作品列表

### 電影
| 年份 | 標題                     | 職位 | 職位 | 附註 |
| 年份 | 標題                     | 導演 | 編劇 | 附註 |
| ---- | ------------------------ | ---- | ---- | ---- |
| 1993 | 《老天！》（Heaven!）           | 是   | 是   | 短片 |
| 2002 | 《血紋身》               | 是   | 是   |      |
| 2003 | 《偷蛋贼》               | 是   | 是   |      |
| 2005 | 《空中危機》             | 是   | 否   |      |
| 2009 | 《時空旅人之妻》         | 是   | 否   |      |
| 2010 | 《超危險特工》           | 是   | 否   |      |
| 2013 | 《衰鬼刑警》             | 是   | 否   |      |
| 2015 | 《分歧者2：叛亂者》      | 是   | 否   |      |
| 2016 | 《分歧者3：赤誠者》      | 是   | 否   |      |
| 2017 | 《冒牌上尉》             | 是   | 是   |      |
| 2021 | 《特種部隊：蛇眼之戰》   | 是   | 否   |      |
| 2023 | 《塞內卡：地震的創世紀》 | 是   | 是   |      |

### 電視
| 年份      | 標題           | 職位 | 職位 | 附註   |
| 年份      | 標題           | 導演 | 編劇 | 附註   |
| --------- | -------------- | ---- | ---- | ------ |
| 1998-2001 | 《犯罪現場》   | 否   | 是   | 3集    |
| 2009      | 《别对我撒谎》 | 是   | 否   | 試播集 |

## 外部連結
- 勞勃·史溫凱在互联网电影资料库（IMDb）上的資料（英文）